# Zeche Alte Mann
Die Zeche Alte Mann ist ein ehemaliges Steinkohlenbergwerk im Bochumer Stadtteil Weitmar. Das Bergwerk war über 100 Jahre in Betrieb. Das Grubenfeld des Bergwerks bildete in der zweiten Hälfte des 19. Jahrhunderts mit zwei weiteren Grubenfeldern das Baufeld der Zeche Prinz Regent.

## Geschichte
Lange vor 1750 erfolgte bereits der Abbau im Rohen Siepen. Neben der Zeche Alte Mann befanden sich in diesem Gebiet auch die Zechen Bonifacius und Backwinkler Erbstolln. Jahre später wurde die Berechtsame aufgeteilt in Alte Mann-Oberwerk und in Alte Mann-Unterwerk. Alte Mann-Unterwerk befand sich etwa 500 Meter südlich von der Zeche Prinz Regent, zwischen den Straßen Kellermannsweg – Marktstraße – Am Steinknapp. Alte Mann-Oberwerk befand sich etwa 1000 Meter südlich der Zeche Prinz Regent. Um 1750 wurden beide Stollenbetriebe stillgelegt. Ab 1758 ging das Bergwerk wieder für einige Jahre in Betrieb. Nachgewiesen sind die Jahre 1758, 1759, 1761 und 1762. Im Jahr 1766 erfolgte eine neue Mutung unter dem Namen Alte Mann. Im selben Jahr wurde bei der Bergbehörde beantragt, einen neuen Tiefsten Stollen anzulegen. Im Jahr 1767 wurde der Tiefste Stollen vermutlich angelegt, was aus den Angaben aus 1811 zu schließen ist. Das Stollenmundloch befand sich etwa 2,3 Kilometer nördlich des Baufeldes Alte Mann-Oberwerk im Tal des Marbaches nahe dem früheren Bochumer Hauptbahnhof. Da die Entfernung zu den gemuteten Flözen zu weit war, ist der Stollen lange Zeit nicht weiter aufgefahren worden.
Ein Jahr später erfolgte im Jahr 1768 die Vermessung für ein Längenfeld im Bereich des Oberwerkes. Ab 1769 war das Längenfeld in Betrieb. In 1774 erfolgte die Vermessung für ein Längenfeld im Bereich des Unterwerkes. Ab 1776 wurde der verbrochene Stollen Alte Mann-Unterwerk (Tiefer Stollen) neu durchgebaut. Ein Jahr später erfolgte dann die Wiederaufnahme des Abbaus im Stollen. Da ohne Genehmigung durch das Bergamt ein Förderschacht zum Tiefen Stollen geteuft worden war, wurden die Eigentümer des Bergwerks durch die Bergbehörde bestraft. Außerdem wurde das Bergwerk im Jahr 1785 stillgelegt. Grund hierfür war, dass genügend Kohlen im Bereich vorhanden waren. Im Jahr 1789 beantragten die Eigentümer beim Bergamt eine Wiederinbetriebnahme des Tiefen Stollens, dieser Antrag wurde durch die Behörde abgelehnt. Als Gründe für die Ablehnung des Antrages wurde vom Bergamt angeführt, dass die Berechtsame nicht eindeutig erkennbar und keine Verleihung vorhanden sei. Ab 1844 wurde das Bergwerk in Fristen gesetzt, die Lösung und die Förderung der Kohlen erfolgte durch den St.-Mathias-Erbstollen. Im Jahr 1847 erfolgte die Konsolidierung von Alte Mann-Oberwerk und Alte Mann-Unterwerk zu Vereinigte Altemann.

### Vereinigte Altemann
Das aus der Konsolidation von Alte Mann-Oberwerk und Alte Mann-Unterwerk entstandene Bergwerk Vereinigte Altemann wurde 1847 in Fristen gesetzt. 1861 erfolgte die Verleihung der Geviertfelder Alte Mann I und Alte Mann II, die Gesamtgröße betrug 1,5 km2. Ein Jahr später erfolgte die Konsolidation der Berechtsame zu Altemann einschließlich der Mutungen Emanuel und Vigola. Im Jahr 1867 wurde die Anlegung eines Tiefbaus geplant, jedoch gibt es keinen Hinweis auf die Durchführung. Zwei Jahre später, im Jahr 1869, erfolgte dann die Konsolidation zur Zeche Prinz Regent.